# Hofanlage Niederhörne 13
Die Hofanlage Niederhörne 13 in Elsfleth-Moorriem, Bauerschaft Niederhörne, stammt aus dem späten 18. Jahrhundert.

Aktuell (2023) wird sie als Wohnhaus genutzt.
Die Gebäude stehen unter Denkmalschutz (siehe auch Liste der Baudenkmale in Elsfleth).

## Geschichte
Neuenbrok bildet den nördlichen Teil der sich über etwa 16 Kilometer erstreckenden Marschhufensiedlung Moorriem, die nach 1062 gegründet wurde und im 14. Jahrhundert die Struktur mit den schmalen, langgestreckten Parzellen erhielt. Westlich der Ortsstraße sind zahlreiche Hofstellen mit Hallenhäusern.
Die Hofanlage auf großem baumbestandenen Grundstück besteht aus
- dem eingeschossigen giebelständigen Wohn- und Wirtschaftsgebäude von 1796 (Inschrift) als Zweiständer-Hallenhaus in Rasterfachwerk mit Steinausfachungen, mit reetgedecktem Krüppelwalmdach und Niedersachsengiebeln sowie Grooter Door mit Korbbogen sowie einem Wohngiebel, der 1952 in Backstein ersetzt wurde; im Kern soll das Haus von 1620 stammen,[2]
- der eingeschossigen giebelständigen Scheune vom späten 18. Jahrhundert in Fachwerk und Ankerbalkenkonstruktion mit Steinausfachungen, mit reetgedecktem Walmdach und Querdurchfahrt sowie Kübbungen an beiden Schmalseiten[3]
- sowie weiteren nicht denkmalgeschützten Nebenanlagen.

Das Landesdenkmalamt befand: „… geschichtliche Bedeutung … als beispielhafte Hofanlage des späten 18. Jhs.“